# Rhyacophila rougemonti
Rhyacophila rougemonti är en nattsländeart som beskrevs av Mclachlan 1880. Rhyacophila rougemonti ingår i släktet Rhyacophila och familjen rovnattsländor. Utöver nominatformen finns också underarten R. r. sicula.